# Optyka
Optyka – dział fizyki, zajmujący się badaniem natury światła, prawami opisującymi jego emisję, rozchodzenie się, oddziaływanie z materią oraz pochłanianie przez materię. Optyka wypracowała specyficzne metody pierwotnie przeznaczone do badania światła widzialnego, stosowane obecnie także do badania rozchodzenia się innych zakresów promieniowania elektromagnetycznego - podczerwieni i ultrafioletu - zwane światłem niewidzialnym.
Optyka to także dział techniki badający światło i jego zastosowania w technice.

## Działy optyki

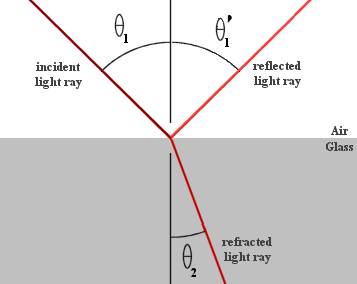
Refrakcja

Dyspersja

### Optyka geometryczna
Najstarsza i podstawowa do dziś część optyki. Podstawowym pojęciem optyki geometrycznej jest promień świetlny, czyli nieskończenie cienka wiązka światła (odpowiednik prostej w geometrii). Rozchodzenie się światła opisywane jest tu jako bieg promieni, bez wnikania w samą naturę światła. Zgodnie z założeniami optyki geometrycznej, światło rozchodzi się w ośrodkach jednorodnych po liniach prostych, na granicy ośrodków występuje odbicie lub załamanie światła. Badaniem załamywania światła zajmuje się dioptryka.

### Optyka falowa
Dział optyki, w którym uwzględniona jest falowa natura światła. W ramach optyki falowej badane są takie zjawiska jak:
- interferencja
- dyfrakcja
- polaryzacja

Zjawiska te są szczególnie istotne m.in. przy przechodzeniu światła przez szczeliny czy w optyce cienkich warstw. Z falowego punktu widzenia, światło jest falą elektromagnetyczną, zatem fundamentem optyki falowej są równania Maxwella opisujące zjawiska elektromagnetyczne.
Optyka falowa stanowi podstawę teoretyczną dla optyki geometrycznej, wyjaśnia prawa optyki geometrycznej i wskazuje ograniczenia jej stosowania. Prawa optyki geometrycznej są prawdziwe tylko dla odległości znacznie większych od długości fali. Jednocześnie optyka geometryczna wraz ze swymi prostymi prawami i pojęciami stanowi silne narzędzie umożliwiające proste opisanie przebiegu wielu zjawisk i działania przyrządów optycznych.
Ważnym działem optyki falowej jest spektroskopia badająca widma fal świetlnych. Spektroskopia badając widma emisyjne i absorpcyjne gazów dała na początku XX wieku bodziec do powstania nowych teorii światła i materii. Światło objawiło się jako cząstka (foton), a materia zaczęła być postrzegana jako fala.

### Optyka kwantowa
Dział optyki, w ramach którego analizowane są zjawiska, w których światło musi być opisywane jako cząstka (foton) mająca cechy ciał fizycznych (energia, pęd). Wspomniana wcześniej spektroskopia wraz z fizyką atomową i mechaniką kwantową jest silnym narzędziem badawczym wykorzystywanym do badania zjawisk zachodzących w najdalszych obiektach wszechświata, wykrywania nawet pojedynczych atomów, badania struktury kryształów itp.
W optyce zakłada się, że światło przechodząc przez materię nie oddziałuje samo na siebie. Przy dużych natężeniach światła nie jest to prawdą, przechodzące światło wpływa na przejście innych wiązek światła (także siebie). Efekty z tym związane opisywane są w ramach optyki nieliniowej.

### Inne
Metody badawcze optyki zastosowano także do badania innych rodzajów fal (promieniowania), powstały w ten sposób dziedziny: optyka elektronowa, optyka neutronowa, optyka ultradźwięków.